# Kabelbaan

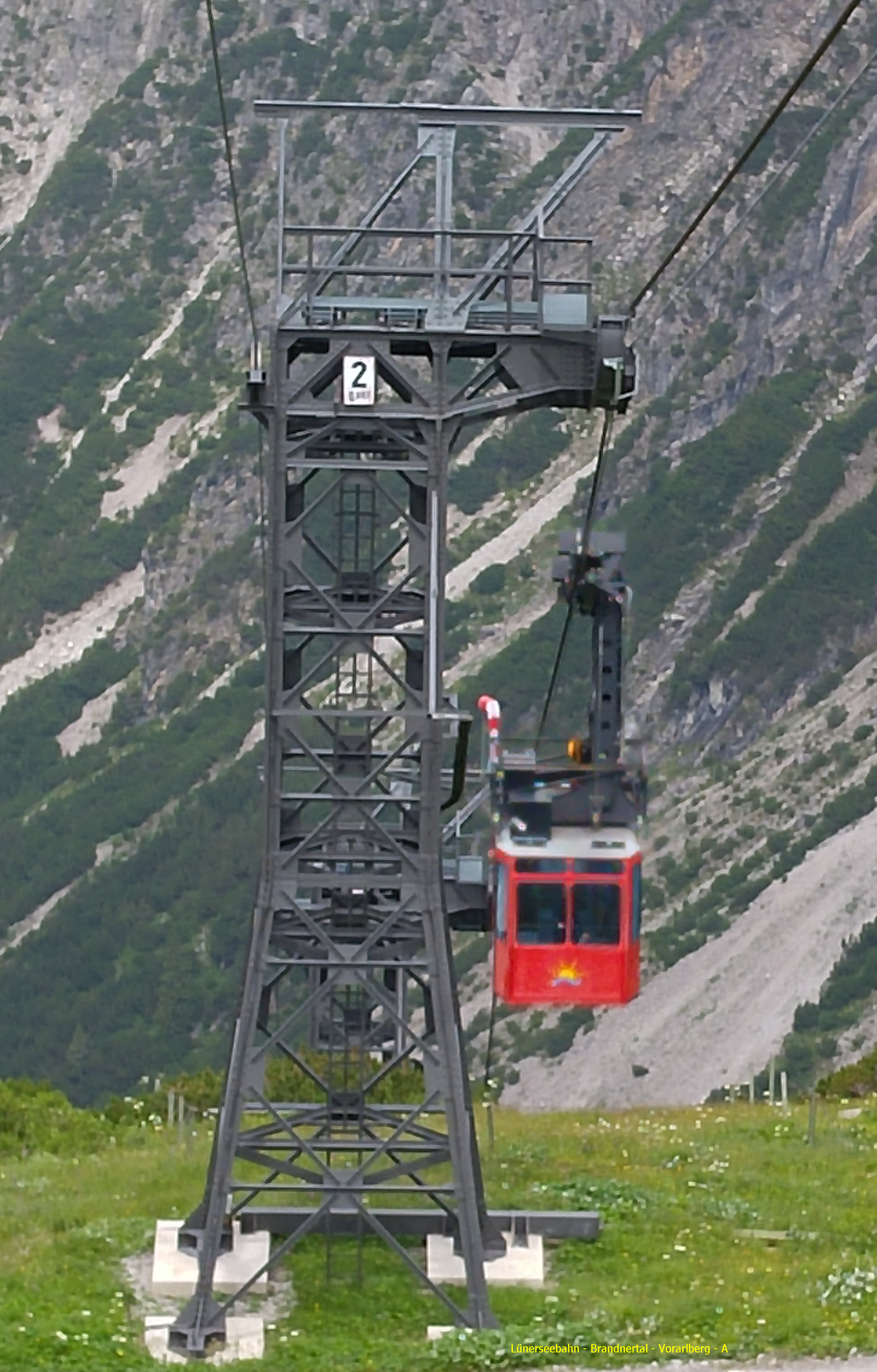
Een mast van de Lünerseebahn in het Brandnertal (Oostenrijk), enkele draagkabel, pendelend, één spoor

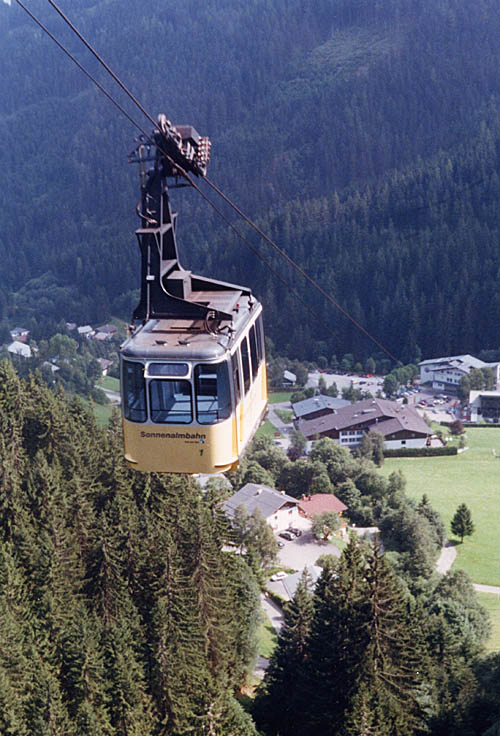
Sonnenalmbahn in Zell am See (Oostenrijk), enkele draagkabel, pendelend, dubbel spoor

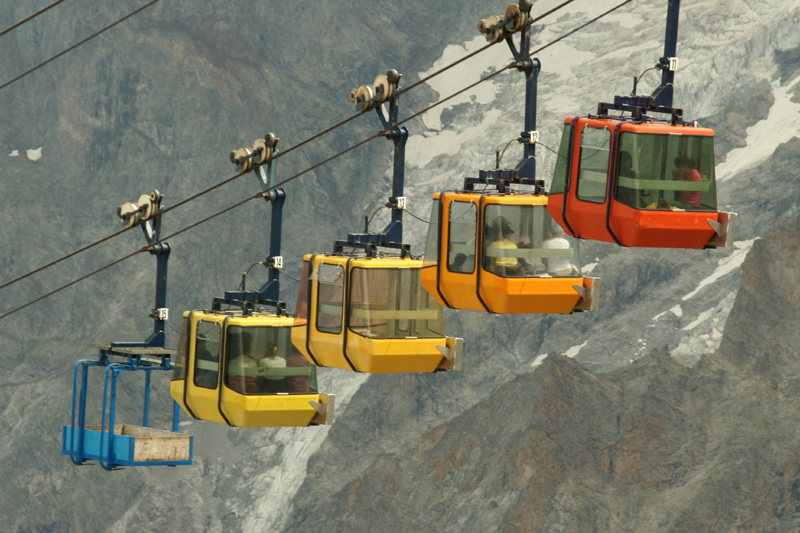
Téléphériques des glaciers de la Meije in La Grave (Frankrijk), pendelend met gekoppelde gondels, die technisch als één cabine fungeren, dubbel spoor

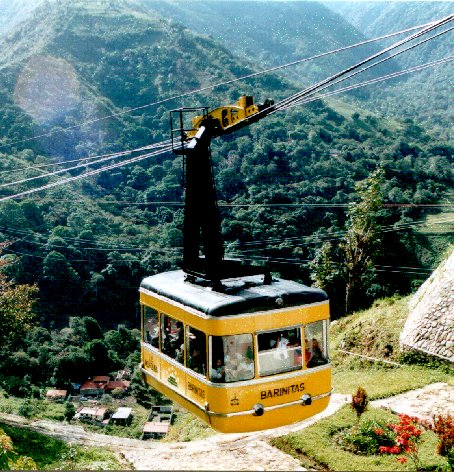
Teleférico de Mérida in Mérida (Venezuela), enkele draagkabel, pendelend, dubbel spoor. Situatie tot 2008

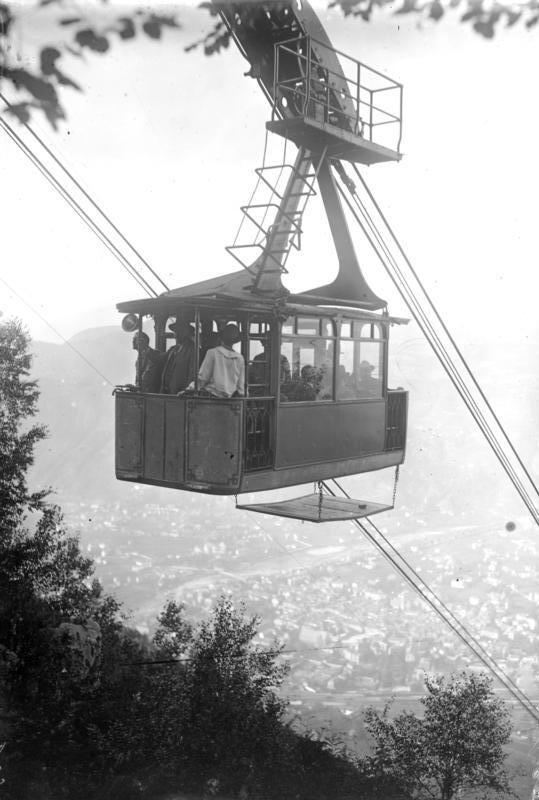
Kohlerer Bahn in Bolzano (Italië), 1932. Dubbele draagkabel en spoor, pendelend, situatie vanaf 1912 en vervangen in 1943, oudste kabelbaan gestart in 1908

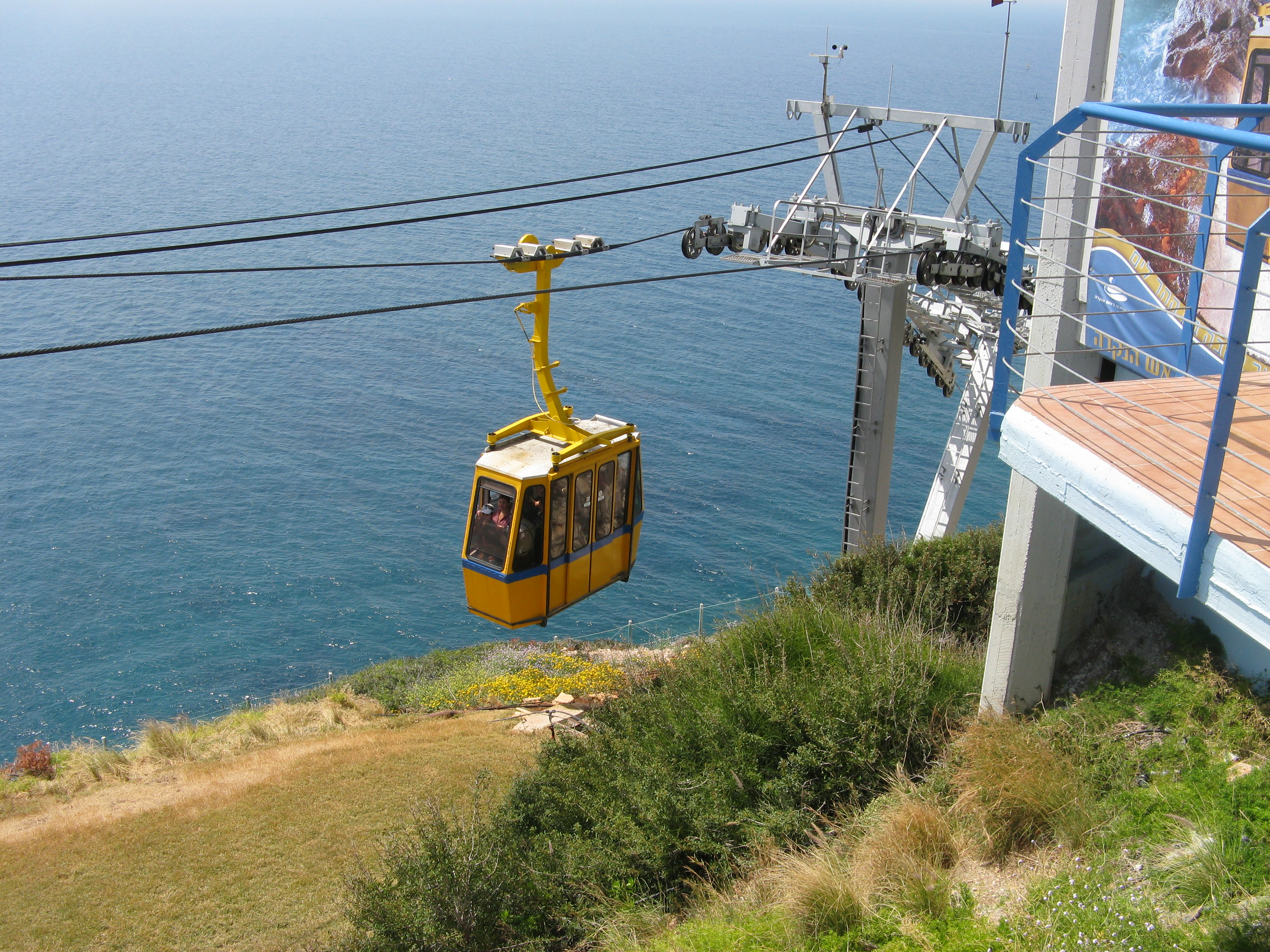
Rosch-haNikra-baan bij de kibboets Rosch-haNikra (Israël), draag-/trekkabel, pendelend, dubbel spoor

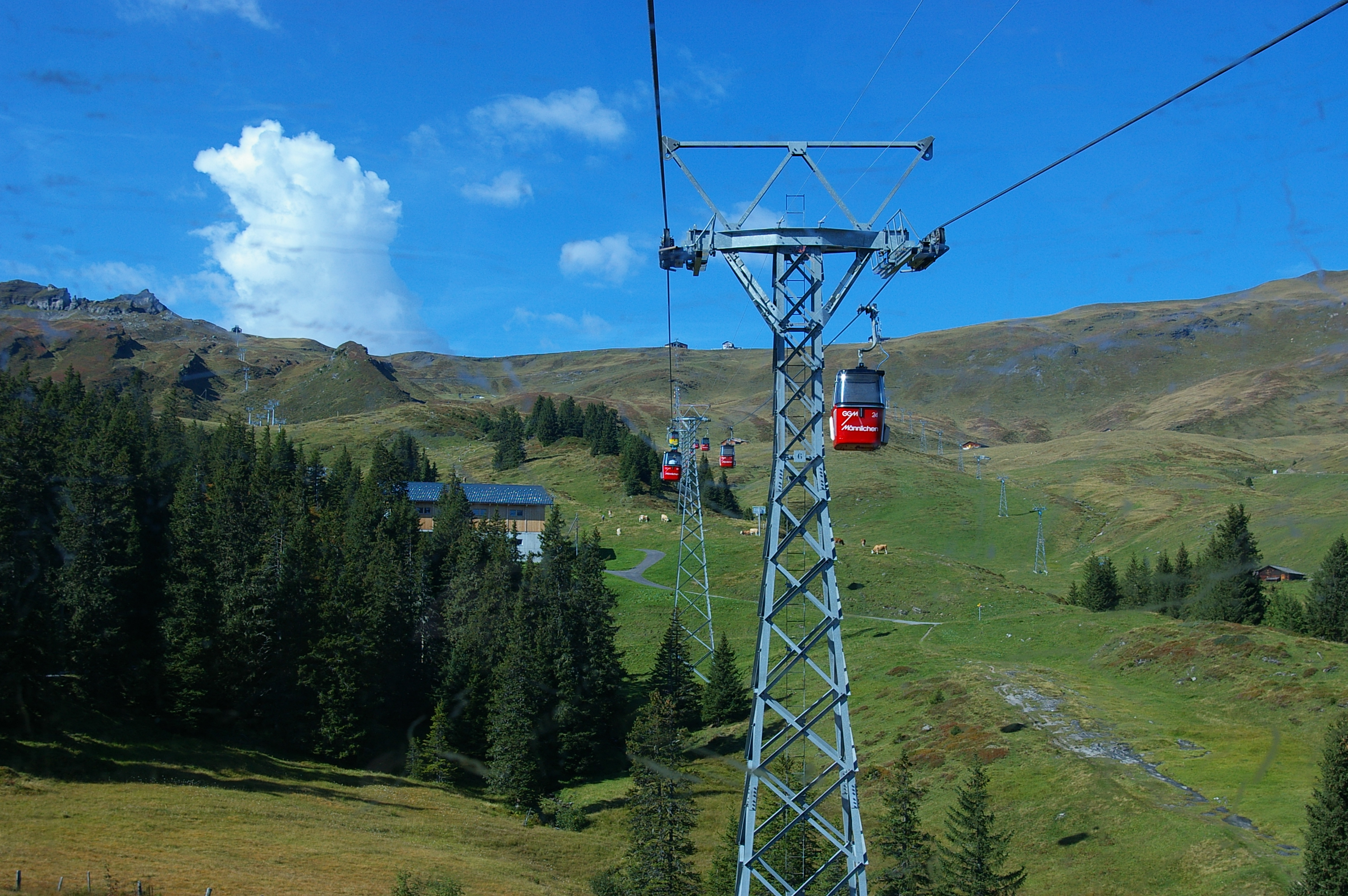
Männlichenbahn te Grindelwald (Zwitserland), gondelbaan

Een kabelbaan is een vervoermiddel waarbij een of meer cabines of andere apparaten door middel van een kabel over een traject worden getrokken. Het woord kabelbaan is een verzamelnaam. Een kabelbaan vervoert personen of goederen in een cabine. Er kan ook een bak gebruikt worden uitsluitend voor goederen of dieren. Zo'n bak wordt vaak gecombineerd met een cabine.
Kabelbanen zijn meest bedoeld voor het overbruggen van een hoogteverschil of waar andere obstakels – rivieren, kloven, havens, bouwwerken – overbrugd moeten worden. Het uitzicht kan ook een doel zijn. Bij hoogteverschillen wordt gesproken over een dal- en een bergstation. Als het totale traject te lang is, objecten gepasseerd moeten worden of de uitvoering te duur is, worden er secties gemaakt met tussenstations. In de winter kunnen kabelbanen in skigebieden ook als skilift worden aangeduid. De capaciteit van een kabelbaan wordt uitgedrukt in het maximumaantal personen dat vervoerd kan worden per uur.

## Typen
De volgende typen en subtypen kabelbanen zijn te onderscheiden:
- Pendelende kabelbaan: de cabine rijdt pendelend over één of twee kabels.
- Gondelbaan (soms ook wel eitjes): cabines hangen aan een omlopende kabel. Dit principe wordt ook toegepast bij:
  - Funitel: cabines hangen aan twee parallelle kabels
  - Stoeltjeslift
  - Sleeplift
- Kabelspoorweg: cabines hangen aan een kabel, maar rijden over rails. Altijd pendelend.
- Tokkelbaan of katrolbaan. Ongemotoriseerd, altijd pendelend.

## Pendelende kabelbaan
Bij een pendelende kabelbaan is er sprake van een draagkabel en een trekkabel. De draagkabel hangt stil en de cabine pendelt tussen het begin- en eindstation en draait niet door het station. De cabine is met een hanger verbonden aan het loopwerk. Het loopwerk rijdt over de draagkabel, die bevestigd is of gesteund wordt door pylonen (kunnen ook masten worden genoemd) en het begin- en eindstation. In het Frans heeft men het over een télépherique, in het Duits over een Pendelseilbahn.
Als het traject twee cabines heeft (ieder in één richting: omhoog en omlaag, zogeheten "dubbel spoor") en verbonden is met één trekkabel, dan houden de cabines zich in principe in evenwicht bij gelijke belading en afstand tot bovenstation. De trekkabel wordt door een motor aangedreven via een omloopwiel en op spanning gehouden met een spaninrichting. De trekkabel beweegt niet continu. Over vertrek moet gecommuniceerd worden, om in- en uitstappen veilig te laten verlopen.
Bij een traject met één cabine ("enkel spoor") is er doorgaans geen contragewicht, waardoor het systeem meer lijkt op dat van een hijskraan.
De volgende subtypen van de pendelende kabelbaan zijn te onderscheiden:
- pendelende cabines met dubbele draagkabels voor meer stabiliteit. Dit type komt het meeste voor. Een speciale uitvoering is de funitel: twee ver uit elkaar hangende draagkabels per cabine met dubbele, korte hangers voor nog meer stabiliteit.
- pendelende cabines met enkele draagkabel. Deze uitvoering is goedkoper, maar minder stabiel.
- één cabine op het traject (enkel spoor dus) met meestal slechts één draagkabel. Het nadeel hiervan is een langere wachttijd. Deze banen zijn meestal in eerste instantie gebouwd voor het aanleggen van bijvoorbeeld een stuwmeer, waarbij capaciteit per uur minder belangrijk is.
- een cabinecombinatie die is bevestigd aan een kabel, waarbij de cabinecombinatie toch pendelt.

## Gondelbaan
Een gondelbaan vervoert personen of goederen in meerdere, doorgaans kleinere, cabines aan één omlopende kabel waarbij de cabines niet pendelen. De kabel is zowel draag- als trekkabel, bestaat uit één stuk en draait door het station. In het Duits heet dit een Umlaufseilbahn of Gondelbahn, in het Frans een télécabine.
Ski's of snowboards kunnen vaak in vakken geplaatst worden, meestal aan de buitenzijde van de deur. Er kan ook een bak gebruikt worden uitsluitend voor goederen of dieren.
Om de capaciteit te verhogen moet de omloopsnelheid groter worden. Het in- en uitstappen wordt dan moeilijker. Bij oudere gondelbanen blijven de cabines aan de kabel hangen. Bij nieuwe en gerenoveerde gondelbanen wordt de gondel losgekoppeld als de gondel in het (dal-, tussen- of berg)station komt en rustig over een rolbaan verder geleid, om in- en uitstappen gemakkelijker te maken.
Banen met vaste gondels hebben meestal een lagere capaciteit dan banen met ontkoppelbare gondels. Een stoeltjeslift is technisch een open variant van de gondelbaan.

## Bekende kabelbanen

### Internationaal
- de Téléphérique de l'Aiguille du Midi (naar de Aiguille du Midi bij Chamonix, Frankrijk), kabelbaan met het grootste hoogteverschil
- Klein Matterhorn (bij Zermatt, Zwitserland), hoogste kabelbaan in Europa
- Vanoise Express (La Plagne, Frankrijk), grootste kabelbaan ter wereld (201 personen in dubbeldekkercabine)
- Eggishorn, bij Fiesch (Zwitserland)
- Tiroler Zugspitzbahn (Ehrwald, Oostenrijk)
- Ahornbahn (in Mayrhofen), grootste kabelbaan van Oostenrijk (cabines van 40 m², 160 personen)
- Gipfelbahn (Kitzsteinhorn, Oostenrijk), hoogste kabelbaanmast ter wereld: 113,6 meter
- Kabelbaan op de Tafelberg (Kaapstad, Zuid-Afrika), pendelende kabelbaan
- Portland Aerial Tram (Portland, Verenigde Staten), pendelende kabelbaan
- Vleugels van Tatev (Sjoenik, Armenië), met 5,7 kilometer de langste non-stop, omkeerbare kabelbaan ter wereld
- Teleférico del Teide, de hoogste in Spanje
- Teleférico de Mérida of Mukumbarí in Mérida (Venezuela), was tot 2008 de hoogste kabelbaan ter wereld. Het bergstation Pico Espejo ligt op een hoogte van 4765 meter.
- Dagu Glacier Gondola in het Dagu Glacier National Park in China, een gondelbaan met een bergstation op 4843 meter hoogte, de hoogste ter wereld vanaf 2008.
- Roosevelt Island Tramway, een gondelbaan in New York.

### Nederland
- De kabelbaan in Valkenburg.
- De kabelbaan in attractiepark Slagharen.
- De kabelbaan in Speelland Beekse Bergen (naast het safaripark). Deze was rond de recreatieplas aangelegd maar is inmiddels afgebroken.
- Voormalig minipretpark de Westerbouwing had ook een kabelbaan als attractie. Eind jaren negentig is deze gesloopt. De masten zijn weggehaald en de machines verkocht. Alleen het in- en uitstapstation met machinekamer bestaat nog en doet dienst als feestruimte.
- Ook op het terrein van de Floriade 2012 in Venlo was een kabelbaan aanwezig. Deze was 35 meter hoog en meer dan een kilometer lang en op dat moment de grootste kabelbaan van Nederland. Onder meer de stations en gondels worden nu gebruikt bij een kabelbaan in het Oostenrijkse skigebied Silvretta Montafon.[1]
- Op het terrein van de Floriade 2022 in Almere was een kabelbaan aanwezig. Deze liep over de A6 die dwars over het Floriadeterrein liep.
- In het Schutterspark in Brunssum was in het verleden een kabelbaan met een lengte van 325 meter.
- In de bossen nabij Ter Apel kunnen twee personen tegelijk een rivier oversteken met een kabelbaan. De gondel moeten de inzittenden zelf voortbewegen met een wiel.[2]

### België
- De kabelbaan van Namen bood vanaf 1956 een toeristische excursie van de voet van de Naamse Citadel tot aan het Belvédère. De eerste kabellift op die locatie werd in 1997 om veiligheidsredenen gesloten: een rots van 53 ton dreigde af te breken. In 2021 opende weer een kabelbaan, met een ander tracé.
- De kabelbaan van Dinant overbrugt 150 m hoogteverschil tussen de Maas en de citadel van Dinant. In Dinant zijn ook de resten van een oudere, in 2002 gesloten, stoeltjeslift naar het Plateau Mont-Fat, nog aanwezig.
- De enige Vlaamse kabelbaan, Cordoba, is gebouwd door een Oostenrijkse firma uit de Alpen. Hij verbindt sinds 1957 de Rodeberg met de Vidaigneberg gelegen in Heuvelland in de Westhoek van West-Vlaanderen.
- Ook in Hoei is een kabelbaan die de linkeroever van de Maas verbindt met het Fort van Hoei.